# Bornaan
Bornaan of kamfaan is een gebrugde organische verbinding met als brutoformule C10H18. Het is sterk verwant met norbornaan en kamfer.